# 北アンデスプレート

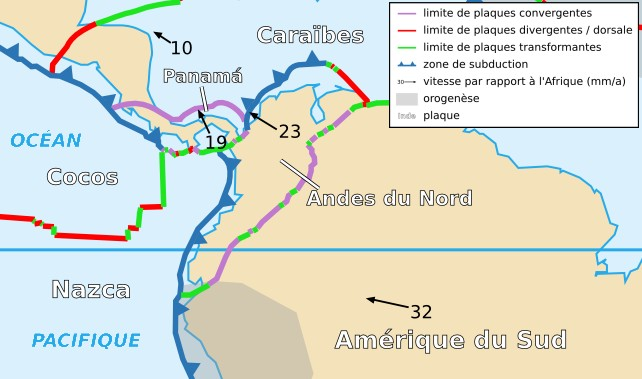
北アンデスプレート（"Andes du Nord"）の位置とその周り（フランス語）

北アンデスプレート（きたアンデスプレート、英語:North Andes Plate）とは、アンデス山脈北部にあるエクアドル、コロンビア、ベネズエラに跨るプレートである。南東で南アメリカプレート、西でナスカプレート、北でカリブプレートと接している。